# SPICE
SPICE, acronimo di Simulation Program with Integrated Circuit Emphasis, è un programma di simulazione circuitale sviluppato nel 1975 e oggi distribuito sotto licenza BSD. Nel corso degli anni è divenuto lo strumento standard per la simulazione di circuiti elettronici analogici.

## Storia

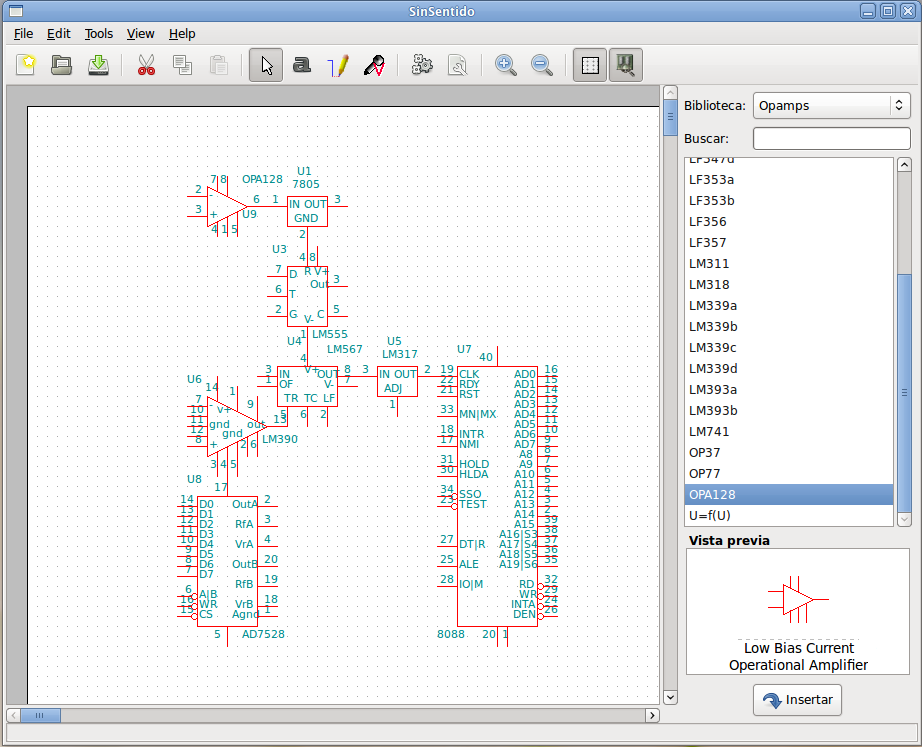
Immagine della simulazione di un circuito in Oregano, programma che implementa SPICE

SPICE è stato sviluppato dall'Electronics Research Laboratory dell'Università della California in Berkeley nel 1975 dal team di Ron Rohrer, tra cui in particolare Larry Nagel e Donald Peterson. Come un software open source primitivo, SPICE fu largamente utilizzato e distribuito, al punto tale che nella lingua inglese, l'espressione "to SPICE a circuit" assume lo stesso significato di analizzarne il comportamento attraverso simulazione.
Da allora, si sono susseguite tre versioni, delle quali l'ultima, SPICE3, risale al 1985. Le prime due versioni (SPICE e SPICE2) sono state scritte in Fortran; la successiva versione invece è scritta in C.
Il codice sorgente di SPICE fu inizialmente distribuito da UC Berkeley ad un prezzo nominale dovuto al costo dei nastri magnetici su cui veniva riprodotto. La licenza includeva originariamente restrizioni sulla re-distribuzione verso paesi non considerati amichevoli verso gli USA. Attualmente il codice sorgente è coperto da licenza BSD.

## Software derivati
A partire dagli anni '80, diverse versioni commerciali sono state realizzate, tra le quali, le più famose sono PSpice, HSpice, ecc. Sono stati realizzati anche diversi spinoff accademici, tra i quali XSPICE, sviluppato all'università Georgia Tech, e Cider (precedentemente conosciuto come CODECS), sviluppato dall'Università UC Berkeley/Oregon State University.

## PSpice
È una versione commerciale di SPICE, corredato da una front end grafica per il disegno dei circuiti (schematic capture) e di un back end grafico per la visualizzazione dei risultati. Utilizza gli algoritmi e modelli di dispositivi a semiconduttore utilizzati in SPICE2, ma contiene una serie di miglioramenti ed estensioni significative.
PSpice è stato sviluppato da MicroSim, la quale è stata successivamente acquistata da OrCAD che a sua volta è stata in seguito acquistata da Cadence. Il nome è un acronimo di Personal Simulation Program with Integrated Circuit Emphasis.
PSpice è stata la prima versione del software SPICE di UC Berkeley disponibile su PC, venendo pubblicata nel gennaio 1984 per essere eseguita sul PC IBM. Questa versione iniziale era composta di due floppy disk di 360 KB, a cui in seguito fu aggiunto un visualizzatore di forme d'onda ed un programma di analisi chiamato Probe. Le versioni successive sono migliorate in performance e si sono spostate su minicomputers DEC/VAX, workstations SUN, Apple Macintosh, e piattaforme Microsoft Windows.